# Sofia Gumaelius
Sofia Lovisa Gumaelius (även skrivet som Gumælius), född 8 december 1840 i Örebro, död 23 januari 1915 i Stockholm, var en svensk affärskvinna. Hon var dotter till Otto Joel Gumaelius, grundare av Nerikes Allehanda. 

## Biografi
Sofia Gumaelius lämnade Örebro efter att hennes far gått bort och kom till Stockholm 1877. Den 28 juli samma år grundade hon ”Nya annonsbyrån, landsortspressens egen annonsförmedlare” med hjälp av medel från sin bror, riksdagsledamoten Arvid Gumaelius. Annonsbyrån huserade till en början på Myntgatan 1A i Stockholm och för att spara på omkostnaderna agerade lokalerna både annonsbyrå och bostad åt Sofia Gumaelius. Efter ett par månader tog hon in sin första anställda, Agda Wilson. 

### Sofia Gumealius företagargärning
Annonsbyrån gick från starten generellt under namnet Gumaelius Annonsbyrå eller Gumaelius och 1881 registrerades namnet S. Gumaelii annonsbyrå (förkortning av Sofia Gumaelius Annonsbyrå). Namnet ändrades 1881 till S. Gumaelii annonsbyrå. 1883 grundade hon också Gumaelius & kompani, en firma som sålde boktryckerimaskiner och annan materiel för tryckerier. 
Båda företagen omvandlades 1908 till aktiebolag. Firman växte i snabb takt och fick fler anställda. Efter ett år bytte man till nya större lokaler vid Riddarhustorget i Stockholm. 1906 köpte firman en trevåningsfastighet på Karduansmakaregatan 9, i närheten av Drottninggatan, vilken revs och blev grunden till en ny firmabyggnad. Denna tillväxt ledde även till etablering i Göteborg, Malmö, Oslo och London.    
Efter hennes död slogs de båda företagen 1918 samman till Aktiebolaget S. Gumaelius. 
Hon beskrevs vid sin död som Sveriges främsta affärskvinna. Verksamheten var när den lades ner 2008 Sveriges äldsta reklambyrå. Hon förblev hängiven sin firma, vänner, familj och hade ett starkt socialt engagemang livet ut.
Som marknadsförare var Sofia Gumaelius känd för att förespråka sanningsenlighet i reklamen och att undvika överdrifter. Utan att skapa förtroende får reklamen inte avsedd effekt, var en av byråns tidiga grundstenar.
Hon skilde sig från sina konkurrenter genom att tidigt anställa reklamtecknare. Reklamen hade tidigare främst bestått av namnet på producenten och dess produkter eller tjänster. Man började skapa klichéer för de olika kunderna och började göra moderna annonser med visuella inslag och slogans.

### Sofia Gumaelius politiska gärning
Sofia Gumaelius deltog aktivt i Stockholms kultur- och sällskapsliv. Hon hade ett stort socialt engagemang och intresse i demokrati- och tryckfrihetsfrågor. Hon var under flera år skattmästare (kassör) i Landsföreningen för kvinnans politiska rösträtt och var en av dem som var med och initierade Kvinnoklubben 1887, där hon även var vice ordförande.  Hon var också verksam inom Publicistklubben ända fram till sin död, där hon fick smeknamnet ”The first Lady of The Press”. Hon var även aktiv i Fredrika-Bremer-förbundet.
Sofia Gumaelius förblev ogift.

### Noter

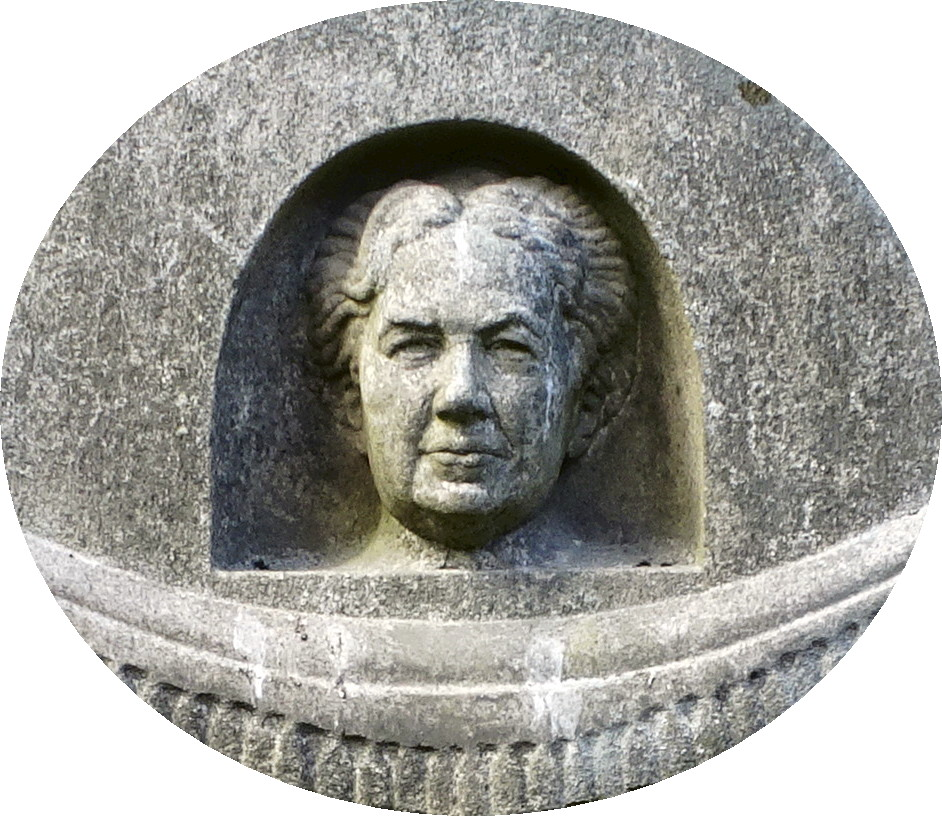
Sofia Gumaelius, skulptur gravstenen.

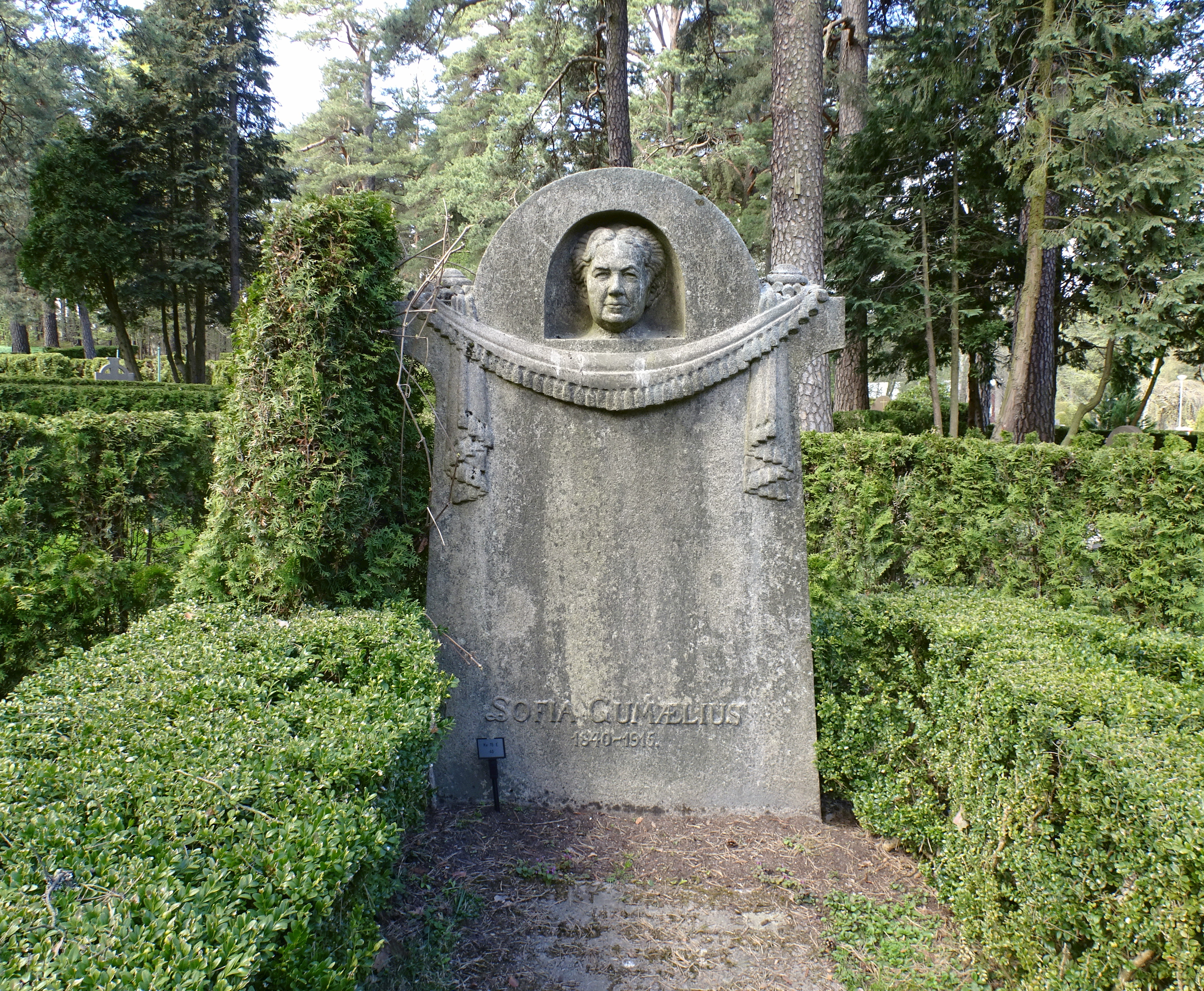
Sofia Gumaelius' gravvård på Norra begravningsplatsen i Solna kommun